# 三湖伝説
三湖伝説（さんこでんせつ）は青森県、岩手県、秋田県にまたがる伝説。主に秋田県を中心として語り継がれている。異類婚姻譚、変身譚、見るなのタブーの類型のひとつ。各地にこの物語が残されているが、細部は異なっている。

## 物語の要約

### 八郎太郎と十和田湖誕生

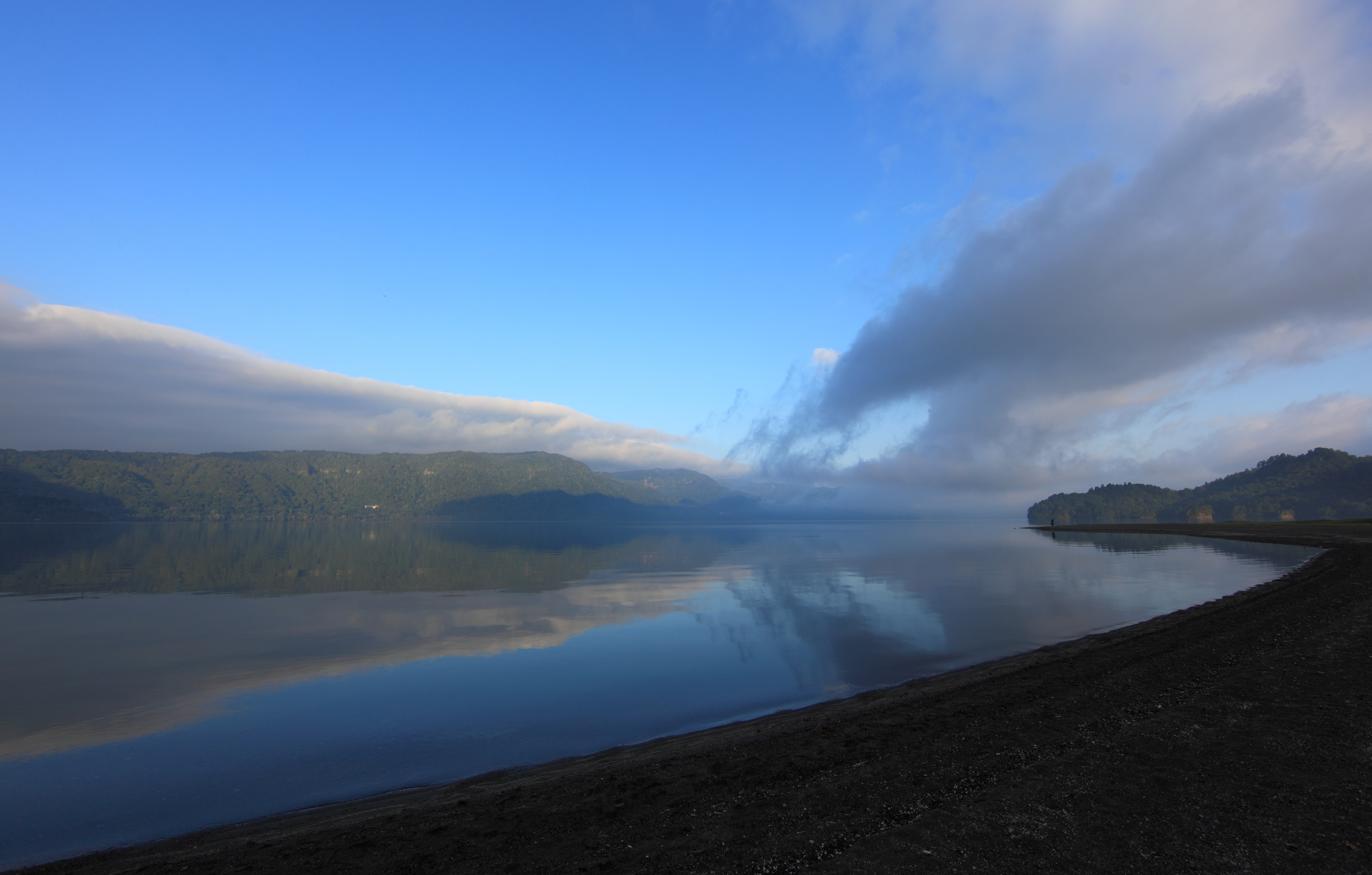
十和田湖

鹿角郡の草木（くさぎ）村（現・秋田県鹿角市十和田草木地区）に八郎太郎（はちろうたろう）という名の若者が暮らしていた。
八郎太郎はマタギをして生活していた。しかしある日仲間の掟を破り、仲間の分のイワナまで自分一人で食べてしまったところ、急に喉が渇き始め、33夜も川の水を飲み続け、いつしか33尺の竜へと変化していった。自分の身に起こった報いを知った八郎太郎は、十和田山頂に湖を作り、そこの主として住むようになった。この湖が十和田湖である。

### 南祖坊の誕生と修行

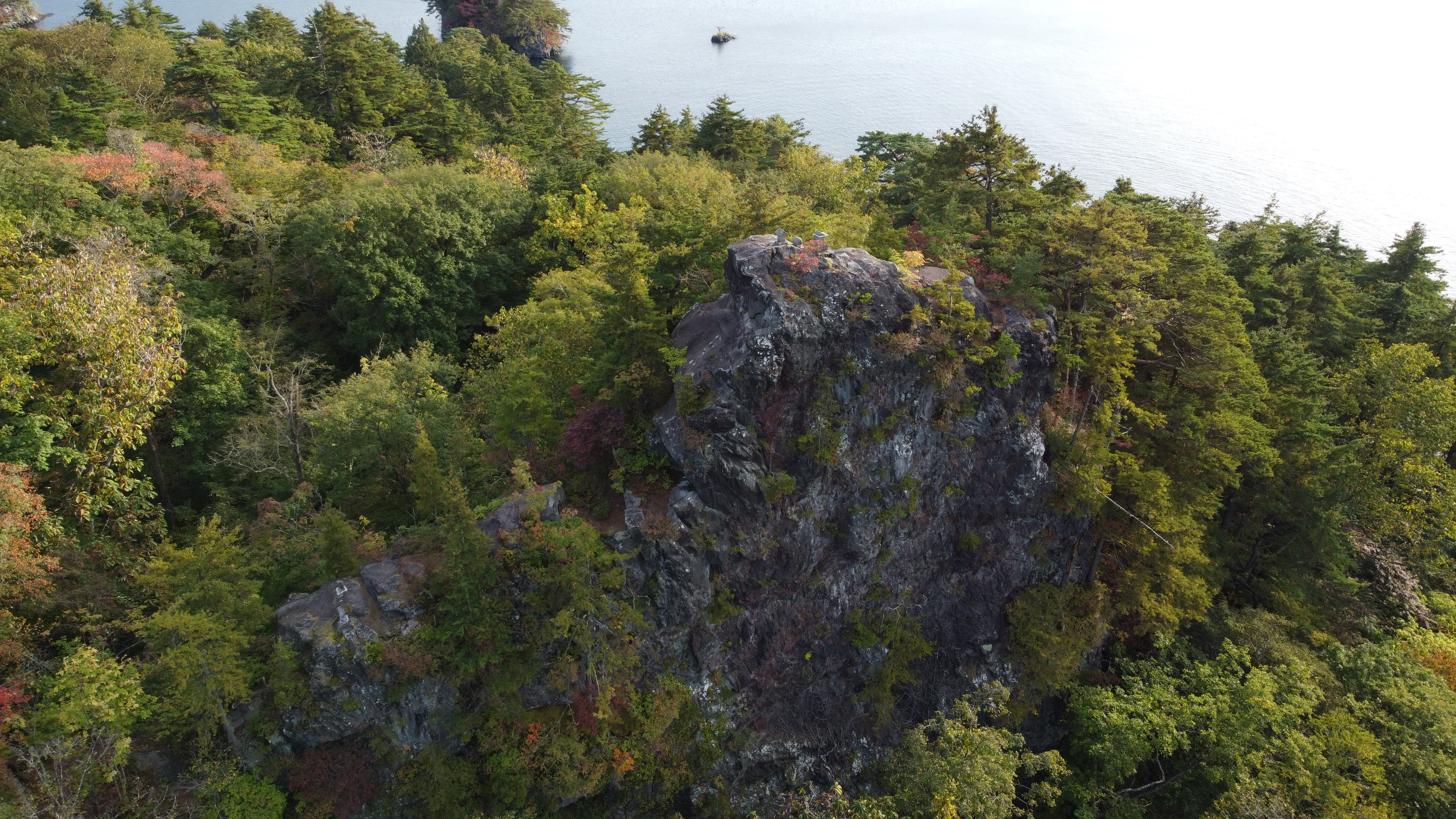
南祖坊が修行をした自籠岩

陸前気仙の近くにざん訴によって都落ちした藤原是真の子がいた。子供夫婦には子がいなかった。奥方は観音堂に祈願を込めたところ、満願の日に「願いをかなえてしんぜよう。だが、その子は弥勒の出世を願うことだ」とお告げがあった。やがて生まれた子が南祖坊であった。南祖坊は修行を重ね76歳の時熊野山において法力を得た。ある日「片方の草履と杖を与える。これを持って思いのまま歩け。片方の草履を見つけたらそこを永住の地とせよ」と神の声を聞くと共に、片方の鉄の草履と鉄杖を手にした。南祖坊は喜び、多くの地を踏破し、十和田湖の自籠岩付近でついに片方の草履を発見した。南祖坊はこの自籠岩に端座し、昼夜を分かたず経文を唱えた。そこに、湖の主である八郎太郎が現れた。

### 八郎太郎と南祖坊の戦い（その1）

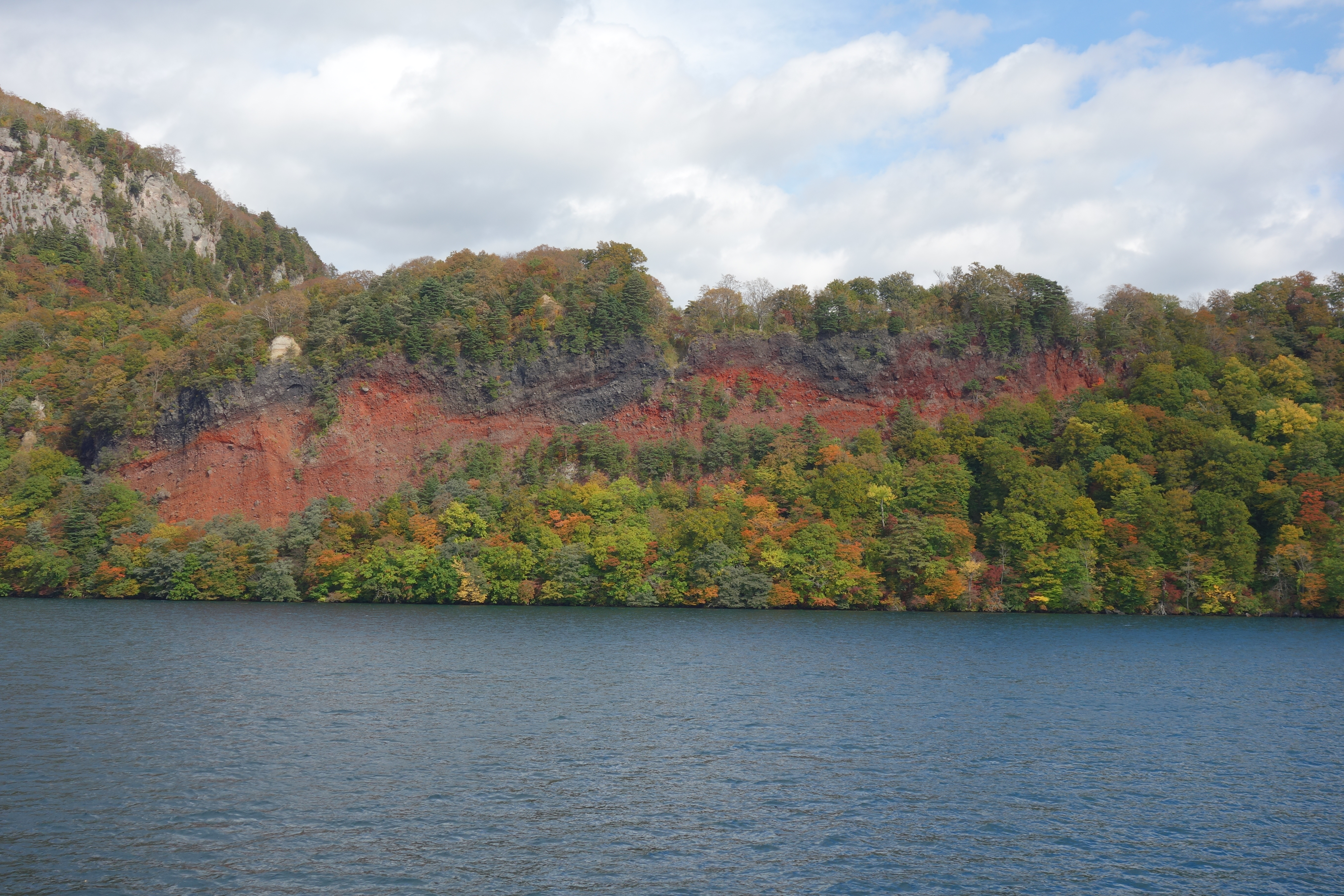
五色岩(赤根崎)

南祖坊は八郎太郎に戦いを挑み、彼らは7日7晩戦った。南祖坊が法華の八巻を投げつけると、経の八万四千の文字が一本一本の剣になって八郎太郎に突き刺さる。こうして、八郎太郎は逃げ去った。静まりかえった湖面上に天の童子が現れ空中に浮かびながら「お前の難行苦行の結果、願いは達せられた。今こそ、その沼に入って弥勒の出世を得べし」と言うと、松の木の上に「十和田山正一位青龍権現」の文字がありありと映し出された。童子は「我こそは熊野山の使いなり」と言い、かき消すように失せた。南祖坊は大願成就と伏し拝んで湖にとび入り、潟の主になった。南祖坊が湖に入った場所がサング打場（占場）で、八郎太郎の血で染まった岩を赤根崎という。南祖坊は十和田青龍権現として祀られることとなった。

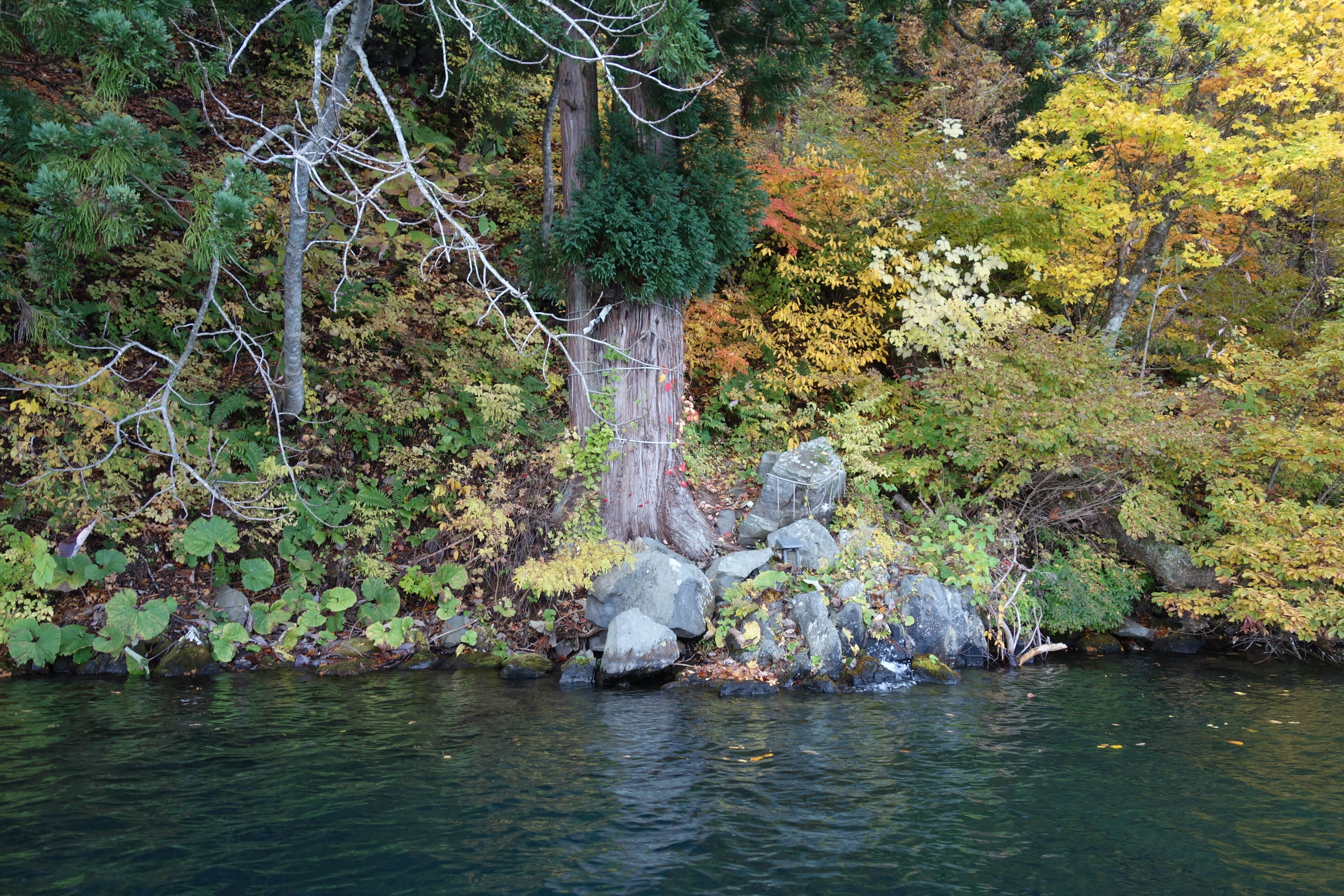
占場

### 八郎太郎の旅
十和田湖を追われた八郎太郎は、鹿角で男神山と女神山の間をぬうように流れる米代川をせき止め鹿角を水没させ自らのすみかを作ろうとしようと、八郎太郎は近くの茂谷山をひもを使って動かそうとした。鹿角の42柱の神々はこれを知って驚き、大湯の西に集まって評定した。大湯環状列石の北西にある集宮（あつみや）神社はこのときに神々が集まった場所とされる。神々は八郎太郎に石のつぶてをぶつけることに決め、石を切り出すために花輪福士（臥牛）の日向屋敷にいた12人の鍛冶に金槌、ツルハシ、鏨などを沢山作らせ、牛に集宮まで運ばせた。途中あまり重たいので血を吐いて死ぬ牛がおり、そこは乳牛（チウシ）と現在呼ばれている。これに気づいた八郎太郎は、すみかをつくることをあきらめて茂谷山の中腹にかけた綱をほどいたが、その跡は現在も段になって残って見えるとされる。

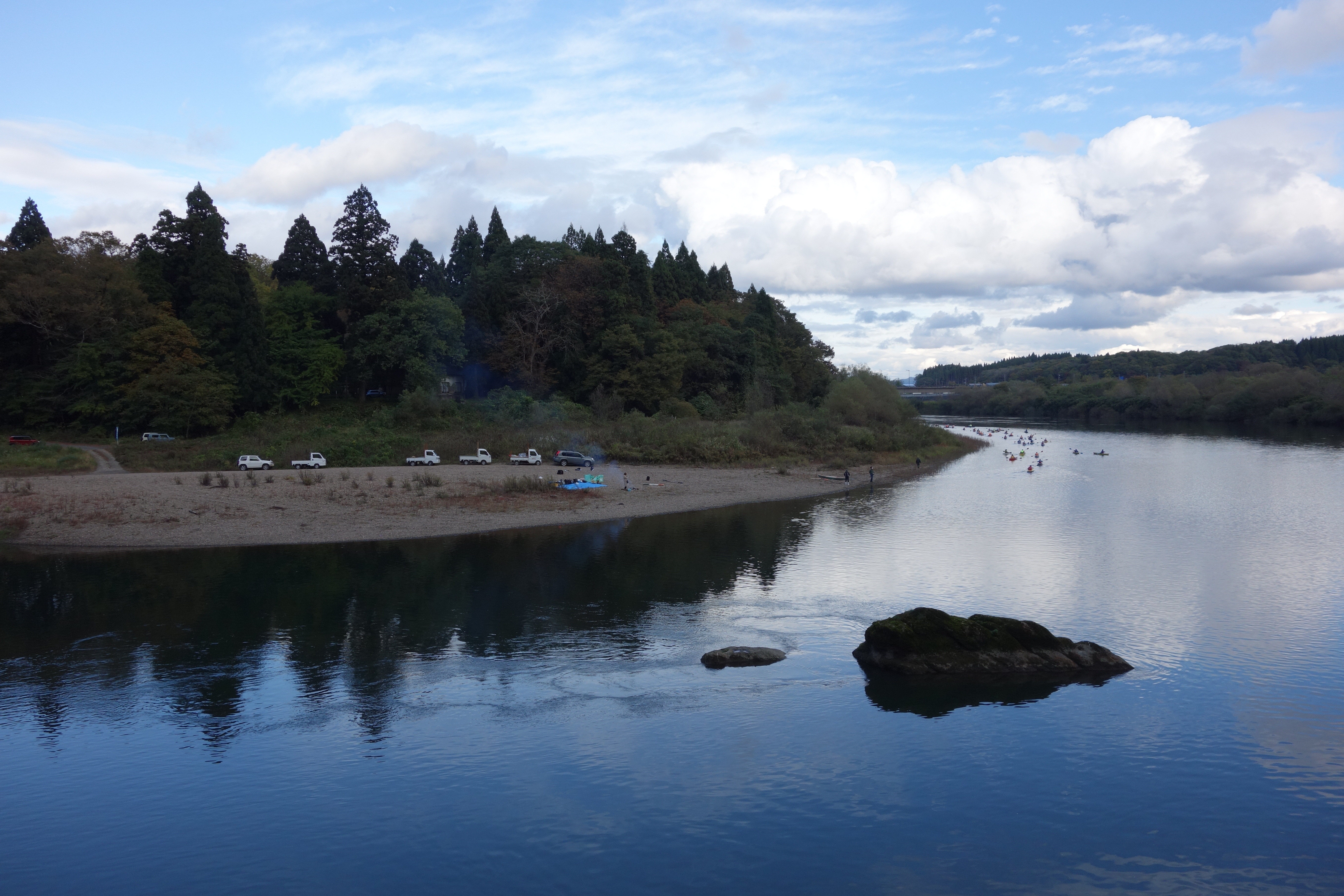
八郎太郎と七座天神が力比べをしたという石

八郎太郎は米代川を通って逃げ、途中七座山近くのネズミ袋で川を堰止め湖を作ろうとした。地元の8柱の神々が相談して一番賢い七座天神に任せることにした。天神と八郎太郎は大石を投げ、力比べをした。八郎太郎が投げた石は米代川の水中に落ちたが、天神が投げた石は対岸の天神の境内のある田まで飛んだ。八郎太郎は天神から天瀬川の方にもっと広い場所があることを聞き移動することを受け入れた。八郎太郎は一旦せき止めた堤防に、天神の使いの白鼠が穴を開けその流れに乗って下流に向かった。その際、白鼠を食べようとする猫を紐でつないでおいた地区が能代市二ツ井町小繋（猫つなぎ）地区である。

### 八郎潟の誕生

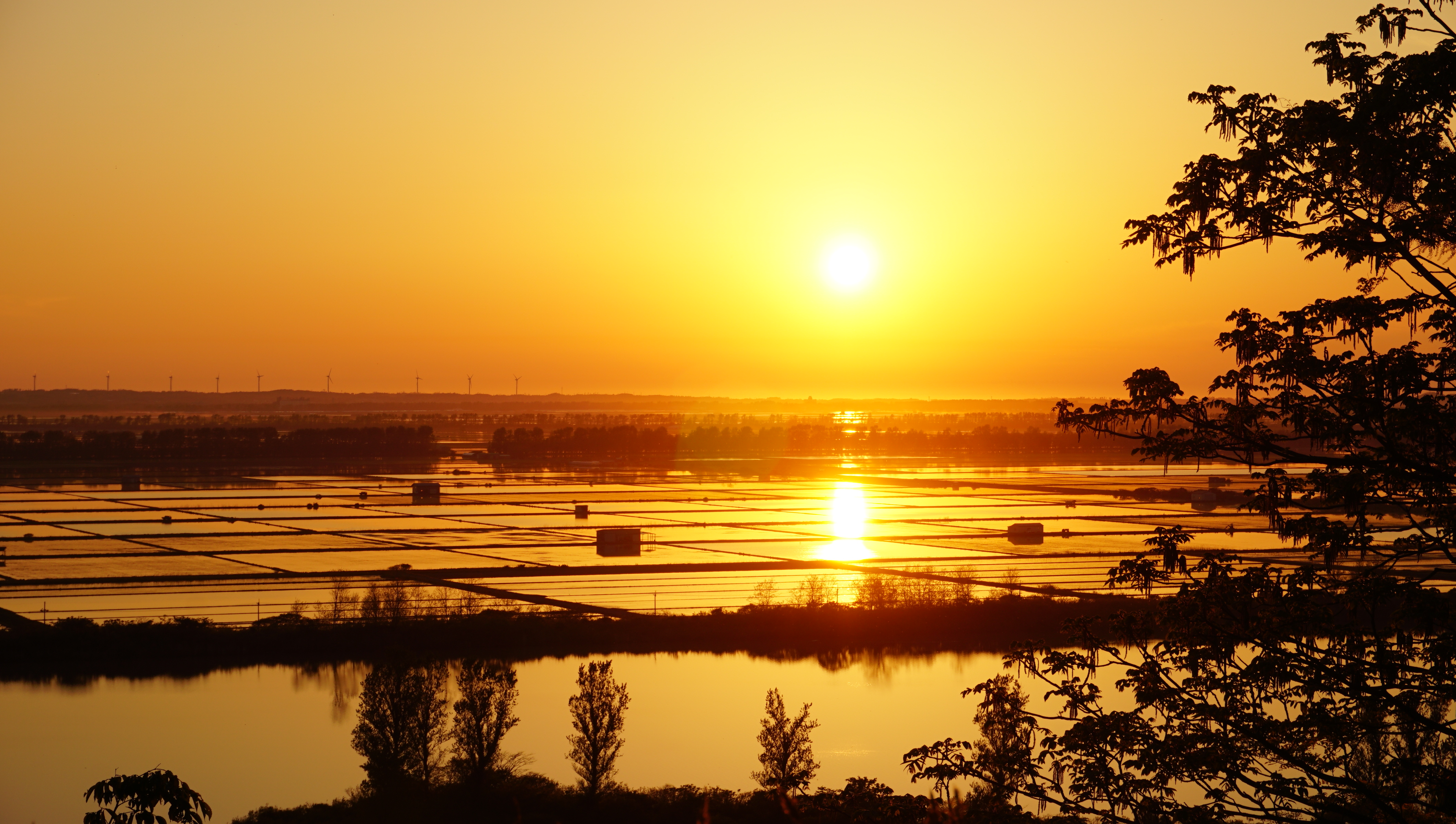
三倉鼻から見た八郎潟

日本海附近まで来て、ようやく湖を作る適地が見つかったので、その支障となる天瀬川（あませがわ）（現・秋田県山本郡三種町天瀬川）の老夫婦の家を訪ね、明朝鶏が鳴くと同時に洪水が来るから避難するようにと伝え、湖を作り始めた。しかし姥は逃げる途中で麻糸（糸巻きという話もある）を忘れてきたことに気づき取りに戻った。そのとき、鶏が鳴き夫婦は逃げ遅れたため、八郎太郎はそれぞれ別々の岸へと放り投げて助けた。夫は湖の東岸の三倉鼻に、妻は北西岸に祀られている。出来上がった湖が八郎潟である。

### 辰子姫と田沢湖誕生

辰子姫と田沢湖

仙北郡の神成村に辰子（たつこ）という名の娘が暮らしていた。
辰子は類い希な美しい娘であったが、その美貌に自ら気付いた日を境に、いつの日か衰えていくであろうその若さと美しさを何とか保ちたいと願うようになる。辰子はその願いを胸に、観音菩薩に百夜の願掛けをした。必死の願いに観音が応え、山深い泉の在処を辰子に示した。そのお告げの通り泉の水を辰子は飲んだが、急に激しい喉の渇きを覚え、しかもいくら水を飲んでも渇きは激しくなるばかりであった。
狂奔する辰子の姿は、いつの間にか竜へと変化していった。自分の身に起こった報いを悟った辰子は、泉を広げて湖とし、そこの主として暮らすようになった。この湖が田沢湖である。
悲しむ辰子の母が、別れを告げる辰子を想って投げた松明が、水に入ると魚の姿をとった。これが田沢湖のクニマスの始まりという

### 八郎太郎と南祖坊の戦い（その2）、八郎太郎と辰子
八郎太郎は、いつしか辰子に惹かれ、田沢湖へ毎冬通うようになった。辰子もその想いを受け容れたが、ある冬、辰子の元に南祖坊が立っていた。辰子を巡って再度戦った結果、今度は八郎太郎が勝ちを収めた。それ以来八郎太郎は冬になる度、辰子と共に田沢湖に暮らすようになり、主が半年の間いなくなる八郎潟は年を追うごとに浅くなり、主の増えた田沢湖は逆に冬も凍ることなくますます深くなったのだという。
人間に姿を変えた八郎太郎の旅の途中、彼を泊めた旅籠では夜の間彼の部屋を見てはならないと言い含められ、覗き見た宿は必ず不幸に合うと言われていた。

## 物語の起源
室町時代の1407年（応永14年）に玄棟によって成立した説話集の『三国伝記』には三湖伝説の元になったと思われる説話が記録されている。巻12第12話は次のような話である。
中頃、播州書写山の辺りに、釈難蔵という法華の持者がいた。参詣すでに30度という熱心な熊野権現の信者だったが、生きながら弥勒の出生に会いたいと願い、3年間参籠して祈ったところ、千日目の夜「ただちに関東に下向して、常陸と出羽との境にある言両の山に住むならば、弥勒の下生に値遇できるであろう」との夢告があった。さっそくその山に行くと、頂には円形で底知れない深さの池があった。その畔で『法華経』を読誦していると、年のころ18、9の女性が毎日現れて聴聞する。難蔵が不思議に思っていると、女は「私の住処に来て衆生のために法華を読誦して欲しい」という。難蔵が「私はここで弥勒の出生を待っているのだから、よそには行けない」と断ると、女は「私はこの池の主の竜女です。竜は一生の間に千仏の出生に会うほど長命な生き物、私と夫婦になって弥勒の下生を待ってはいかが」という。難蔵はなるほどと思案をめぐらし、女とともに池に住むことにした。ある日、女がいうには「この山の三里西にある奴可の山の池にいる八頭の大蛇が私を妻にしていて、1月の上15日は奴可の池に住み、下15日はこの池に来るので、もうやってくる頃です」と。難蔵は少しも怯まず、『法華経』8巻を頭上に置いた。すると、難蔵の姿はたちまち九頭竜と変じ、八頭の大蛇と食い合うこと七日七夜、ついに八頭の大蛇が負けて大海に入ろうとしたが、大きな松が生じて邪魔をしたため、威勢も尽きて小身となり、もとの奴可の池に入った。いまでも言両の池の側で耳を澄ますと、波の下に読経の声が聞こえるという。
「中頃」とは、そう遠くない昔のことで、「釈難蔵」は「南祖坊」に相当し、「八頭の大蛇」は「八郎太郎」に相当する。「言両の山」は常陸と出羽の境にあるというが、常陸と出羽は境を接していない。菅江真澄は『いはてのやま』で、盛岡の永福寺の僧侶南層が八郎太郎を追い出して主になった伝説を記しているが、「しかはあれど」と続いて『三国伝記』のこの話を詳述している。しかし真澄も言両の山の位置関係には納得できず、言両の山は「陸奥の国と出羽の国の境」にあったと書き換えた上で、陸奥と常陸を書き間違っていると念を押し、言両の山は十和田湖、奴可は「八ツ耕田」（八甲田）ではないかと推定している。後に真澄は秋田を漫遊した後で十和田湖に実際に行った時の記録『十曲湖』では「言両」を削除し「奴可」は「齶田」（秋田）の湖と書き改めている。この結果、最初の湖は名前を語らないことでかえって十和田湖であることと、後の湖は八郎潟であるとの考えを明確にしている。
『三国伝記』の次に「三湖伝説」との類似性が指摘されるのは、『直談因縁集』5巻11である。1585年（天正13年）書写の『直談因縁集』は、日光輪王寺の天海蔵に伝来する直談系法華経注釈書である。津軽藩の歴史書『津軽一統志』（1727年、享保12年）には、「津軽と糠部の境糠壇の嶽に湖水有、十灣（とわだ）の沼と云ふ也、地神五代より始る也、數ヶ年に至て大同二年斗賀靈驗堂の宗徒南蔵坊と云法師、八龍を追出し十灣の沼に入る。今天文十五年まで及八百餘歳也」とあり、天文15年（1546年）を「今」と語っている。その年代に近い天正13年書写の『直談因縁集』の存在が、この伝承が東北の地に伝わっていたことを推測させる。『三国伝記』や『直談因縁集』は両書に共通した説話の場である天台教学の修練センターである天台談義所が全国規模で存在しており、そうした中から醸成された伝承が東北の地に伝播し影響を与えたものと考えられないだろうか。

## 十和田山青龍権現信仰
十和田湖はかつては信仰の湖であり、名の知れた霊地であった。南部藩や八戸藩ではこれを十和田山と呼び、湖中の十和田山青龍権現がその信仰の対象であった。それは、僧侶や山岳修行の場で民間の信仰登山、聖地巡礼の場であり、江戸時代は「額田嶽熊野山十湾寺」を称する神仏習合の寺院があって、十和田青龍権現（南祖坊）を本地仏として安置する仏堂「十和田御堂（みどう）」が建っていた。この堂は神仏分離に際して神社になり、今は十和田神社として、祭神はヤマトタケルになっている。十和田神社の右奥、岩山を登った先の台地（神泉苑）は、南祖坊が入定して青龍権現となったと伝わる中湖と、「カミ」が宿る御倉半島の「御室（奥の院）」をのぞむ神聖な場所であり、台地を降りた中湖の水際には、参拝者が占いと祈り、散供（さんぐ）打ちを行う「占場（オサゴ場）」があった。
宝暦の頃、南部藩の社堂を記載した『御領分社堂』では「十和田青龍権現」として、大同2年（807年）に南蔵坊という僧が、八郎太郎を追い出して、青龍大権現として小社に祀られていると記載されている。青森市油川の熊野神社にある1559年（永禄2年）の棟札に「熊野山十二所権現勧請於十彎寺」とある「十彎寺」はこの社の前身と思われ、少なくとも16世紀にはこの社の歴史が遡ることができ、同時に熊野修験が関係を持つことを示している。
1727年（享保12年）の『津軽一統志』では「津軽と糠部の境糠壇の嶽に湖水有、十灣（とわだ）の沼と云ふ也、地神五代より始る也、數ヶ年に至って大同二年斗賀靈驗堂の宗徒南蔵坊と云法師、八龍を追出し十灣の沼に入る。今天文十五年まで及八百餘歳也」とある。『邦内郷村志』（明和寛政年間、1764-1801年）には「相伝フ。往古永福寺ノ塔頭ニ南祖坊ナルモノアリ」として同じ話を簡略に説いている。『奥々風土記』（明治3-4年？）にもほぼ同じ記述がある。『吾妻むかし物語』（元禄年間、1688-1703年）では、南祖は糠部の生まれで幼名を糠部丸と呼び、永福寺の僧とも額田岳熊野十滝寺の僧ともある。菅江真澄の『十曲湖』（文化4年、1807年）では、永福寺の僧とも三戸郡科町龍現寺（科は斗賀の、龍現寺は霊現堂の誤りであろう）のほとりにいた大満坊という修験が南蔵坊と名を改めたとしている。鹿角では、安達太良山の麓の出身という異説もあると説いている。
南部藩では南祖坊が実在の法印さまとして、上下の信仰を集めていた。『祐清私記』では「南部利直が寝ている姿を見ると、蛇身に見えた」という話の後に「南部利直の夢に南祖坊が現れ私は蛇身を免れるために貴公に生まれ変わったと告げる。利直がこのことを次衆に告げると、これを真実と考える者が多かった。利直が寛永年間に江戸で没したが、その時国元の東禅寺の大英和尚と江戸の金地院が、それぞれ双方夢の話を全く知らなく、相談したわけでもないのに、同じく南宗院殿の号を撰んだ。利直が南祖坊の生まれ変わりであることはこれによっても明らかである。利直の葬儀が三戸で行われた時、空がにわかにかき曇って大雨電雷した」と書いている。。
南部藩においては、三湖物語の一方の雄である八郎太郎は敵役にとどまっていて、物語の主役を南祖坊に譲っている。南祖坊の物語は、奥羽地方の盲人たちによって琵琶や三味線などを伴奏として、いわゆる奥浄瑠璃などで神仏・社寺の縁起を説いた本地物の一つとして江戸時代に語られていた。天明（1781-1789年）の頃に、盛岡の本町にいた須磨都（すまいち）という座頭は十和田の本地を語り美声で名を知られていたという。奥浄瑠璃のほかに、南部の山伏や修験の徒がこれらの話を人々に語って聞かせていたのではないかと考えられる。
十和田の本地の記録は南部地方に数多く存在していたが、現在知られている十和田本地を『雨の神―信仰と伝説』では物語の形から3つに分類している。第一類は『十和田山本地由来』や『十和田由來記』、『十和田山由來記』『十和田山本地由来記』、『十和田山本地』、『十和田本地』、『十和田山本地記録』、『十和田山本地記録』、『十曲潟本地記録』、『十和田山青龍大権現』、『十和田山本地實記』などである。
第二類は『十和田記』や『十和田縁起』、『十和田由來記』、『十和田本地』、『奥州十和田山正一位青龍大権現御本地』、『奥州十和田山正一位大権現御本地』、『十和田御縁起』、『十和田本地』、『十和田湖開祖神之記』、『十和田大権現本地』、『十和田山縁起』、『姉戸由来記・十和田由来記』、『十和田山青龍大権現由来』、『十和田由来記』、『青龍大権現由来』などである。
第三類は『十和田神教記』、『十和田山神教記』、『十和田神教記実秘録』などである。これらは筆写年代がはっきりと分かっている最も古いものは、『奥州十和田山正一位青龍大権現御本地』の1801年（寛政16年）である。
| 書名                 | 『十和田山由来記』（第一類）         | 『十和田記』（第二類）                             | 『十和田山神教記』（第三類）             |
| -------------------- | ------------------------------------ | -------------------------------------------------- | ---------------------------------------- |
| 筆者年代             | 不明                                 | 文政12年（1829年）                                 | 万延元年（1860年）                       |
| 書出年代             | 貞和年間（1345-1350年）              | 天長元年（824年）頃                                | 正延（？）元年                           |
| 南祖坊の名前（幼名） | 南宗坊（熊之進）                     | 南祖坊（善正）                                     | 南祖法師（南祖丸）                       |
| 南祖坊の出生地       | 七崎村                               | 斗賀村                                             | 斗賀村                                   |
| 南祖坊の父           | 戸渡五郎左衛門                       | 善学                                               | 藤原宗善                                 |
| 母の祈願所           | 熊野大権現                           | 斗賀の観音堂                                       | 再現堂観音                               |
| 母の懐妊の奇端       | 胎内に法華経の入る夢                 | 夢に白蛇を呑む                                     | 夢に白髪の老人が金の扇子を授ける         |
| 南祖坊の師匠         | 永福寺月躰法印                       | 永福寺月法院                                       | 永福寺住主                               |
| 恋愛と結婚           | お豊と婚約                           |                                                    | 豊姫、玉靏、八郎の妻の浅野、お福         |
| 南祖坊の恋敵         | 伊東勝弥                             |                                                    | 大領                                     |
| 父の家臣             | 篠崎八郎左衛門とその子八刀           |                                                    | 斗賀の別当の藤原式部                     |
| 出家の原因           | 童子が現れ出家を促す                 | 母の遺言                                           | 二人の女性を愛し、困って                 |
| 南祖坊の修行場       | 紀伊熊野三所大権現                   | 紀伊熊野三所大権現                                 | 紀伊熊野三所大権現                       |
| 熊野権現からの使者   | 虚空蔵の化身で水精竜王にのる明星王子 | 天童子                                             | 白髪の老人                               |
| 南祖坊の修行         | 全国行脚し法力で人を救う             | 全国行脚し法力で人を救う                           | 全国行脚し法力で人を救う                 |
| 南祖坊の依存経典     | 法華経                               | 法華経                                             | 法華経                                   |
| 弥勒の出生           | 一応の目的                           | 修行の全目的                                       | 一応の目的                               |
| 南祖坊の入定         | 十和田湖に龍神となって               | 十和田湖に龍神となって                             | 十和田湖に龍神となって                   |
| 八郎太郎の名前       | 八の太郎                             | 八郎太郎                                           | 八郎                                     |
| 八郎太郎の出生地     | 八戸の十日市                         | 鹿角の草木村                                       | 斗賀付近                                 |
| 八郎太郎の父母       | 父は八太郎沼の大蛇、母は十日市のお藤 | 父は草木村急苗                                     | 不明                                     |
| 八郎太郎の変身       | 岩魚を食べて蛇身となる               | 岩魚を食べて蛇身となる                             | 妻の浅野を奪った南祖坊を恨んで蛇身となる |
| 戦いの様子           | 細部に渡って記述されている           | 簡単に記述されており、法華経の功徳によって敗れる   | 南祖坊の捨身行で悔い改める               |
| 八郎太郎の終着地     | 記述されていない                     | 八郎潟に行き着くまでの物語がいくつも記述されている | 八郎潟を棲家としたと示されるのみ         |

三湖伝説第一類は、奥浄瑠璃として伝搬されたものと考えられる。中央からの移入された多くの奥浄瑠璃の物語とは明らかに異質で、在地的な伝承を基にして浄瑠璃的な粧いを凝らされたものと考えられる。
三湖伝説第二類の縁起では八郎太郎の先祖が秋田県大館市比内町独鈷の大日堂や鹿角市小豆沢の大日堂の別当であるとしている。『十和田由来記』では、八郎太郎の父の出身地は赤子とされ「とっこ」とルビがふられている。『十和田記』ではそれが赤谷とされている。ルビはないものの北沼が近くにあると記されていることから、それが大館市独鈷の大日堂であることが分かる。十和田信仰の宗派は熊野権現の天台宗であるが、秋田藩内にある独鈷の大日堂の宗派は現在真言宗である。中世、独鈷城周辺を支配していた比内浅利氏は天台宗を信仰していた。1441年（喜吉元年）の熊野の御師米良実報院の『願文』には「あさりの徳子（独鈷）之入道但阿弥（ただあみ）、子息隆慶、合力善阿弥、先達は遊里（由利）住公良春」とある。しかし、『浅利軍記』では独鈷の大日堂は真言宗であると記録されている。そして、江戸時代の秋田藩の政策は真言宗派であった。佐竹氏の水戸時代の第15代当主佐竹義舜の長子である永義は庶腹の子であったので僧籍に入れられた。それを嫌った永義は父義舜の立腹叱責をかえりみず今宮神社において俗籍にかえり元服し今宮姓を名のる。のち永義は天台宗の聖護院につき山伏修験となり、水戸藩内の山伏に対して役銀をとり、山伏の犯罪を成敗する治外法権的支配権を得た。永義の長子の光義は跡目相続をして、常州寺山の城主と同時に山伏修験の頭領になった。光義は大和の大峯山でも修行をして、遂には関東地方全域の頭領の職につき常蓮院と名乗った。1602年佐竹義宣が秋田に転封されると光義は62歳で今宮一族を連れて随行し、平鹿郡増田に住み、まもなく角館に移り63歳で没した。佐竹氏が秋田に転封されると天台宗の聖護院は「羽州は遠国であるから関東の山伏支配は不能である」と一方的に関東一円の山伏支配権を取り上げた。佐竹氏は聖護院と断交して真言宗についた。
『十和田記』では秋田の赤谷という所の大日堂の別当了観という者の女房に、北沼の大蛇が通って急苗という子を産ませた、その九代目の子孫が八郎であるとし、三代目の急苗は先祖が大日堂の別当であった縁によって、小豆沢大日堂の別当を建立したが、大日如来は彼を憎んで請けられず、草木村の民家に落ちて六代にして八郎が生まれたとしている。これは『奥州十和田山正一位青龍大権現御本地』や『十和田本地』（第ニ類）などにも見える（ただし、急苗は久内となっている）。高谷重夫はこれを急苗（久内）は秋田の修験であったため、南部修験の管下にある小豆沢大日堂の別当になることを許されなかったのではないかとした。小豆沢の大日堂は現在は大日霊貴神社となっているが、この社の代々の別当の阿倍氏は、先祖は修験であると称している。この家の系図では、八代目の義守の時、天台僧形たるべしと宣旨を蒙って、養老山喜徳寺顕壽院となった。
『角川日本地名大辞典 2 青森県』の「十和田神社」の項目では三湖伝説は「天台宗修験者と真言宗修験者の宗門上の争いがあったことが、南蔵坊と八郎太郎の争いに仮託されて伝承されたものであろう」としている。高瀬博は「これは羽黒系山伏と熊野系山伏の勢力争いで、熊野系の南祖ノ坊の勝利とみるべきものである」としている。井上隆明は、南祖坊は熊野修験、三戸郡名川霊験堂、同郡五戸町永福寺からして天台宗。湖争いで南祖坊の勝利は、真言文化圏の敗北を表すだろうと記している。高谷重夫は八郎の縁起を奉じる一派の修験があって、それが南部の山伏と相対していて、そのことと本地譚にみられる南祖坊の勝利、八郎太郎の敗北と逃走の物語が照応するのではなかろうかとしている。
物語の多くで南祖坊の師匠が所属する寺院の後継である盛岡永福寺は現在真言宗である。また、斗賀霊験堂も現在真言宗であるが、元々天台宗の寺院であったようである。永福寺は真言宗でありながら、寺持ちの観音堂が天台宗本山派修験のものであった。五戸七崎の観音堂は永福寺持ちの観音堂で、善行院、当圓坊、覚圓坊、覚善坊の四人の修験がいて、この四人が本山派（天台宗）の山伏で、「拙寺」（永福寺）の配下であったことが『御領分社堂』の記事で分かる。
独鈷大日堂や小豆沢大日堂とだんぶり長者伝説と通じて縁が深い岩手県二戸市浄法寺町の天台寺（天台宗）は915年の三湖物語との関連が語られている十和田火山の大噴火によって成立した可能性が語られている。また、十和田火山の大噴火が原因となった米代川の火山灰による白い濁りは、民話ではそのだんぶり長者伝説と結び付けられている。
十和田湖休屋に置かれた十湾寺を南部藩はここで参拝しない熊野派山伏には行者資格を与えず、外からの勢力に対し山伏を保護し、十和田湖周辺には他勢力を寄せ付けなかった。そのため、出羽（津軽？）の山伏ははるか御鼻部山から参拝して戻るしかなかった。また、明治時代初期に初めて休屋を開拓した栗山新兵衛の目的は、南部藩と犬猿の仲であった津軽藩に対する国境警備のための屯田開発が最大の理由であった。十湾寺への参拝者は江戸時代には南部藩領の全域からが主になっていたが、他に八戸藩からと、遠く仙台藩（奥州市）からの参拝者もいた。しかし、津軽藩や秋田藩からの参拝者は記録されていない。

## 各地の八郎太郎伝説
十和田湖を追われた八郎太郎が新しいすみかを求めてあちこちを探し回った伝説は沢山ある。来万山を越え移動し、三戸岳の下滝川をせき止めて三戸郡を大潟にしようとしたが、長谷の観音や諏訪明神など沢山の神仏が攻撃してきたのであきらめた。故郷の鹿角の米代川の岩の脇をせきとめようとしたが、花輪の48の神仏が集宮神社で相談して、八郎太郎を攻撃した。八郎は男鹿半島まで逃げそこで小さな潟に住み、次第に大きくしたのが八郎潟である。八郎太郎は秋田で八竜大明神として祀られ、冬は田沢湖に春分まで住み、春になると八郎潟に戻ってきて氷が溶け漁ができるようになり、沿岸の人々は八郎太郎を祀るようになったという。秋田城下に御用商人の潟屋伊左衛門という者がいたが、八郎太郎が秋田に逃げてきたとき、八郎は八郎潟の近くに住んでいた潟屋邸に泊まった。夜更けになると八郎は自分の正体を証言し、「この辺を大潟にしようと思っています。近所の人にも教えて早く立ち退いて下さい。その後はみなさんをお守りしましょう」と言う。炉の中に火箸を立てて引き抜くと、水がこんこんと湧き出して来る。主人らは慌てて翌日から高い所に移った。その後、主人は潟屋を屋号にして秋田に住むと秋田の分限者として栄えた。潟屋は春秋の彼岸に八郎大明神の神霊が来ると言って注連縄を張って祭りをする。城下に再三の火災があっても潟屋だけは罹災しないという。
他に渡辺村男の『八戸見聞録』（昭和17年、1942年）には、八戸の蛍が崎を八郎潟崎と呼び、ここにある沼を八太郎沼（この沼は現在埋め立てられている）と言ったという伝説が記載されている。工藤白竜の『津軽俗説集』（寛政年間）では（北津軽郡）相内村には八の太郎という杣子（木こり）がいて、岩魚を一人でたべ異形となり、十三湖に入ろうとしたがカッパに追われ平川の淵に入ろうとしたが、またもカッパに追われ、最後には八郎潟で安住したという伝説が記載されている。『新撰陸奥国説』では、目屋沢に八郎と呼ばれる杣人がいて、あるとき一匹の魚を食い、川の水を飲み干すと、全身に鱗が生えた。十和田こそが我が住処とそこに行くと、南蔵坊が住んでいて入ることができない。そのため剣が鼻（大鰐）に来て、大堤を築こうとすると、温泉に野丑と山丑という兄弟がいて、彼らが大日如来に祈願すると両人角を得て丑となり、八郎に突進し秋田に追い出し、八郎がせき止めようとした木材はそのまま石になったという伝説が記載されている。
八郎太郎が新天地を求めようとした場所はこの他にも北上川の高水寺付近（岩手県紫波町）で権現に止められて花輪に移った話もある。また、新井田川の上流の島守盆地で、地主神や虚空蔵や諸神仏に追われたが、八郎太郎がモッコで土を運んだところが、一モッコ、二モッコとして地名に残っているとされる。また、階上岳をひっぱって住処を作ろうとしてひっくり返った所が浜名だという伝説もある。馬渕川を赤石沢と竜の口の間に三戸の城山を担いで来たが、諏訪の神に止められた話もあり、轟木のトンネル付近のくぼみは八郎の足跡だという。また三戸郡倉石村のはなれ森は、八郎太郎が十和田湖に行く途中に五戸川の水をせき止めて沼にしようとしてモッコで担いだ跡で、山上に薬師堂があるという。中津軽郡相馬村の鉢呑沢の炭焼の八郎が、作沢川を止めて住もうとしたが、不動明王に止められて秋田に移ったという話も残されている。秋田県大館市比内町扇田中野籾内沢口にある岩山はまるはげの岩の面を年中乾くことなく涙を流したように水が少しずつ流れていて泣面山と言われている。八郎太郎が南祖坊に敗れ最後の一策として八面沢から達子森を背負って七座山に向かった時、神たちが一計をめぐらしたので八郎太郎は達子森を現在の所に捨てて逃げたという。この時、中野の薬師神は高い所にあったので神たちの相談の時に欠席したので、神たちは怒り薬師森から薬師神を引きずりおろし、その時薬師神は倒れウドで目を突いて涙が流れ現在の泣面山になったという。大渕岱の下流に長さ約10m幅3mの長持形をした巨石が岩瀬川の中央にあった。人はこれを長持石と名付けた。これは八郎太郎が七座山と蝙山にダムを建設しようと心がけ、ほぼ出来たころで水口に必要な手頃な石が見当たらず、物色したところ岩瀬川の繋沢に恰好の石を発見し、運んでくると水が引けている。それに気づいた八郎太郎は石をその場所に置いて小繋に行くと、天神の命令で白ネズミの為ダムは破れていた。
岩手県浄法寺町では八郎太郎がテシロ森をアオウミ橋のところに持っていって沼を作ろうとした。しかし観音様に止められたので岩を投げると観音様に届く前に天台寺の参道に落ちて地面がバクバクと揺れたのでそこをバクバクというようになった。イタコが浄法寺町から青森に通う時に、八の太郎があまりにもいたずらをするので、見つからないように石を飛ばし、次第に大きな石を投げて邪魔をした。それがイタコ石という山になった。八郎太郎はイタコにさとされて、降伏して謝ったという。岩手県九戸郡軽米町には、小軽米の円子の雲谷川の岸近くにドンドン森と称する円墳型の小丘がある。この丘は八郎太郎が東海岸の方からやってくる途中、草履の裏についた泥を地に踏み叩きながらふるい落とした跡だという。また、八郎太郎は正午近くになって折詰丘に腰をかけて太平洋に手を伸ばして海底の貝類をさらって昼食とした、その貝殻をあたりに捨ててまだどこかに去っていったとする。久慈市大川目村の荒津前平に八郎太郎という少年がいた。ある時、森の中の泉を手ですくって飲もうとすると手の中にはイモリが入っていた。思い切って飲んでしまうと、太郎は8、9尺もある大男になりひとまたぎに20-30間も歩けるようになった。太郎が大きなモッコで土を配って川を塞ぎ止めた水を飲んだ。その時の跡が小久慈大沢田のモッコ山である。草履に泥水がいっぱいついていたので落としたら小高い丘になった。これが小久慈の山本にある草履森である。太郎は大川目村山口から久慈、夏井、大野方面のかけて用水路を掘ることにした。1掘りで20-30間の堰ができた。何里か掘って小高い丘で休んで昼食を食った。そこは昼場（ヒリーバ）という地名になっている（久慈港北方約5町）。太郎は長い用水路を作ったのでうぬぼれた。ある夕方青森県の是川の近くに南部某という者に力比べ知恵比べを挑んだが彼の家来にも負けてしまう。1足の金の草鞋をもらい、これが切れる所まで行ってそこで暮らせと言われる。太郎は秋田の海岸の村に着くと草鞋がぷっつり切れた。老夫婦に宿を頼むと快く迎えてくれる。夕食が終わり太郎が炉に長い火箸をつっこんでかきまわすとどんどん水が湧いてくる。太郎は老夫婦を近くの山に避難させ、更にかき回すと水は恐ろしい勢いで湧き、そうして八郎潟ができ、太郎はそこの主になった。九戸郡大野村阿子木にカラツチコという盆地形の沢山がある。昔八郎太郎がここに入ろうとしたが駄目で、やむなく秋田に行ったという。岩手県松尾村野駄字砂田に八郎という少年がいた。2人の友達と前森山に行く。ある沼から流れる小川のほとりに小屋をかけてシナノキの皮をはいだ。その後3匹のイワナを食べた八郎は喉がかわき沼の水を飲み干した。沼は今はアセ沼と称し、全く水がなく谷地のようになっている。八郎はすみかを作ろうと、鬼清水の付近の小山をおろして堤を作ろうとするが、岩手山上の田村大明神のとがめを受けて果たせず、十和田湖に行って主になった。背負って来た森は八郎森という。盛岡永福寺に南祖坊という修験者がいて、熊野山で自分の所有地を請ったところ、鉄の草鞋を与えられ、それの切れたところを棲家となせと言われた。十和田湖畔でマヲという鳥が鳴いていたのでその姿を見ようと探しているうちに草鞋の緒が切れた。岩手県雫石町の東に七つ森という山がある。かつて鹿角の山男といわれる巨人が雫石盆地をせき止めて湖水を作ろうとし、この山を背負いかけたこれを見た岩手山の権現が怒り神戦さが７日７晩あった。八の太郎が負けて秋田に逃げ帰ったという。この山にある巨石巨岩は権現様がオヤマから投げてよこしたものだという。八の太郎が背負うためにかけた担ぎ縄の跡というくびれの跡や尻を押し付けた窪みがある。また麓には足跡がある。八の太郎の煙草の吸殻を落とした所だともいう。西山村字長山の七ツ田には同じような窪みが7つあってこれも八の太郎の煙草の吸殻を落とした所だという。紫波郡紫波町では志和町の南宗坊という者が、2人の仲間とともにマダの木を剥ぎに沢内に行ったという話になっている。土館の馬の子という小沼に来て湖を造ろうとするが、東の方の金山沢の方が低かったのでできず、米沢に移る。その後鹿角の十和田湖に行って八の太郎を追ってそこの主になった。佐比内村に八郎太郎という者がいた、小山のような土塊を背負って来て、横森の狭間を堰き止めて湖水を作り棲む所にしようとしたが、南宗坊に妨げられてそのまま十和田に逃げ去った。川原町鴨目田にある丘陵はその時持ってきたものである。水沢の西方に経塚と呼ぶ高山がある。その麓に八郎沼というのがある。昔、兄弟がいた。弟の八郎はある日経塚の麓の辺りに木伐りに行き、小池にいた魚をとって焼いて食った。ところが、喉が乾いて耐えられなくなって小池の水を掬って飲んだ。すると池が崩れて大きな沼になり八郎を呑んでしまった。兄は八郎を探しに行き、大きな沼の岸に出た。沼の中から大蛇が臼ほどの大きな顔を出して八郎であることを告げた。和賀郡沢内村ではこの地の八郎という者が、岩魚を三匹食べて大男になる。秋田の西海岸まで行き大きな湖の主になろうと飛び込んだ。兄から話を聞いた八郎の妻のタコは、薪を背負い松明にして訪ね歩いた。大きな湖に出ると、松明を沼に投げ捨てて湖に入水した。八郎が入った湖を八郎潟といい、タコが入水した沼をタコ潟（田子潟）という。下閉伊郡田老町では、畑に3人の兄弟が住んでいた。八郎はその末子であった。3人は肘葛の山にマダ剥ぎにでかけた。八郎は3匹の岩魚を食べて、喉が乾き水をのみ大男になった。畑の壁ヶ沢の沼代に居をかまえようとした。そうこうしているうちにも体は太るだけであった。ここを止めて畑の北にある、小本川の方にでかけた。下岩泉の赤穴付近を枕にして寝てみたところ、その足は小本海岸の竜甲の岩についていた。その後、八郎は十和田湖の主と戦ったが敗れ、秋田の三吉神とも戦ったが敗れ。帰る途中にある村の老夫婦が貧乏な生活をしていた。八郎は貧乏な者を助けない悪い村だとし、村を沼にするから早く行きなさいといって、囲炉裏に火箸をさしこんでぐるぐる回した。村は一晩のうちに大湖水になり、老夫婦は避難し他の村で幸福に暮らしたという。大湖水は今の八郎潟だという。
魚を食べて蛇になった伝説も各地に残されている。山形県西田川郡温海町では、八郎太郎は越沢の生まれてあったが、岩魚を食べた結果、大蛇となって大雨を降らせ八郎潟に行き、その主になったとも言われている。戸部正直の『奥羽永慶軍記』（元禄11年、1698年）では、八郎潟がまだ山林であったころ、八郎というキコリが沢辺で魚を捕って大蛇になりここを潟となして、主になったとされている。岡見知愛の『柞山峯之嵐』(延享元年、1744年)ではそれと同じく八郎潟単独で語られている。工藤白龍の『津軽風俗選』後拾遺（寛政7年、1795年）では八郎は十三潟に入ろうとして河伯（河の神）に追われ、八郎潟で安住したとされる。内田邦彦の『津軽口碑集』（昭和4年、1929年）に引く話は、弘前に沼を作ろうとして大日に頼むと鶏が鳴くまで沼を作れば許すという。大日は快く思わず鶏の鳴き声を真似る。八郎は工事を放棄し秋田に向かい潟の主になった。

## 十和田さま
『新撰陸奥国誌』（天正年間、1573年-1592年）には、黒石市沖浦の貴船神社には十和田に入ろうとした南祖坊が先に八竜がいたのでこの神社に来たという伝説が語られている。その他、小舘衷三の研究によれば、青森県下では十和田さまと言われる社が数多く、その祭神は龍神であり、干ばつ時には雨乞いをする場合が多かった。ただ、現在は公には貴船神社と称して祭神もそれに見合う神名になっているものもあるが、それは明治以降の改変である。例えば、大鰐町の貴船神社は旧名を十和田宮と呼び、現在でも単に十和田さまといえば津軽ではこの宮を指す。この宮は津軽の十和田さまの中では最も著名であるが、干ばつには鶴田町や浪岡町などの遠方からこの社に雨乞いに来た。また、藩政期には藩命によってこの社で雨乞いが行われた。黒石市の青荷沢の十和田さまも貴船神社になっているが、『貴船神社由来伝記』では晴雨を祈願する社として、南祖坊が龍神となってこの社の池に入った話を伝えている。青森市西田沢の山中にある十渡明神宮も竜神を祀る十和田さまの一つであるが、雨乞いでは社の前で盆の踊りをした。このように津軽地方では十和田さまを雨の神とされた。しかし、本家の青龍権現や南部地方で十和田さまを雨の神としての祀る事例はなく明確な信仰の違いがある。なお、津軽の十和田さまには必ず池があり、そこで散供打ちの行事が伴っていて、池や沼、時には水たまりを十和田さまと呼ぶこともある。
青森県内の代表的な十和田さまは黒石市青荷沢、弘前市取上、南津軽郡浪岡町吉野田、南津軽郡大鰐町三ツ目内、東津軽郡蟹田町桂渕などで、水神系の堂社が200を超える。五所川原市飯詰村の雨池では汚物を投げ入れ、西目屋村の白沢沼では稲藁のふんどしをした男女が水辺で相撲を取り、近くの権現堂では赤いふんどしをした女子が裸踊りをし、青森や浅虫の夢宅寺では雨降り地蔵を川に入れ痛めつけ、金木町川倉では山頂の雨願岩に人形を捧げ、この人形を流すほど雨を降らせてくださいと祈る。江戸時代の津軽藩の画家、平尾魯仙の『谷の響』につぎのような文章がある。天保14年卯、碇ヶ関の大落前の岸、崩れおちて水理を塞ぎ、水湛えてさながら沼の如くなりしに、土人（土地の人）十和田と称して参拝する者多かり、津軽方言に、山中の窪凹に水を湛えて沼を成すもの、土人、十和田という。
秋田県には大館市長坂字大橋にある戸潟神社北東側にあるとわだ之沢の滝壺下の戸潟沼という沼がある。山崩れによってできた底なし沼と言われ、雨乞いに霊験あらたかとされ戦時中までは旱魃が続けば近在の参拝者で賑わった場所である。紅葉が素晴らしく、小十和田の趣があったが、戦後は手入れもなされず昔の面影はない。この、とわだの沼は国道7号からわずか300mほど沢に入ったとわだ神社（戸潟神社）の下側の沼である。周囲わずか300mほどの沼の小沼に過ぎないが、昔は日照り続きの年は近郷近在から雨乞いの人々が大勢押しかけ神社の境内で女相撲をとったり、沼の端で焚き火をしたり、沼に不浄のものを投げ入れたりして怒らせ、神の力で雨を呼ぼうとした。

## 秋田の八郎太郎伝説
八郎潟周辺では八郎太郎が広く信仰されていた。
三倉鼻の岩屋では乙殿権現の祠と並んで八郎太郎が祀られている。南秋田郡八郎潟町の一日市、夜叉袋、浦横、五城目、山本郡琴丘町などの広い地域から村人が酒肴持参で来て、酒盛りをしながら雨を祈った。肴は必ず鶏肉であったばかりではなく、鶏の生首を持参し、宴が盛になると岩屋の壁にその血をなすりつける。八郎は鶏が大嫌いであったから、こうして彼を怒らせ嵐を招いて雨を降らせようとした。八郎が鶏を嫌いなのは、八倉山 の麓で川をせき止めようとしたときに、いくら築いても夜明けになって鶏が鳴くと堰が崩れてしまったからだという。このため琴丘町天瀬川や八竜町芦崎では戦前まで鶏を飼わなかった。また、三倉鼻には鬢水（びんすい）入れという井戸の近くに龍神祠があって、天瀬川の人たちが11月20日を龍神の日と呼んで祭りをしている。
八郎潟は八龍湖とも呼ばれ、湖そのものが八龍の宮とされた。以下に八郎を祀った神社を挙げる。男鹿市船越の八郎神社（八龍大権現）は、潟周辺の八郎社としては最も大きいものである。1847年（弘化4年）に京都の吉田家から位を下された、神社として崇めるようになったので、それまでは小祠であったのだろう。南秋田郡八郎潟町一日市の八龍神社（八大龍王）ではこの地の漁師が講を作り、毎日2日の縁日に当人の家で講を務める、1月2日には潟端（馬場、目川、川口）の八郎潟に講員が参拝して、潟の仕事は一切休んで漁具にも神酒を供えて豊漁を祈った。南秋田郡昭和町野村の八郎神社では雨乞いが行われたこともある。1967年から始まった八郎祭りでは作り物の龍の「八郎龍」を男子が「辰子龍」を女子が担ぎ奉納する。他に、天瀬川には八龍大権現が、鯉川には八郎神社が、山谷には山神社境内に八郎神社が、鹿渡には龍神堂が（松庵寺境内にあって、男鹿市小浜の原田氏の先祖が海中から拾い上げた龍神をこの寺の和尚が貰い受けて祀ったもの。付近の漁師が龍神講をつくり祭っている）、八竜町安戸と追泊、芦崎、若美町鵜木（稲荷神社境内）、五明光（稲荷神社境内）、宮沢（眺光寺境内）、野石（八幡社境内）、八ツ面、福米沢（熊野神社境内）には八郎祠がある。八竜町富岡と久米岡には八郎神社がある。
雄勝郡稲川町の井上武兵衛が1845年（弘化2年）に著した『夜籠雑談噺』では、八郎太郎は元は南部藩の赤森村の与八郎という人物である。与八郎はイワナを食べ大蛇になり仲間と別れたあと天神に相談し、山を少し降りたところの神手洗の沼に住所を移した。しかしそこも、野鼠に穴を空けられて南治郎坊に降参した。与八郎は男鹿新山、本山によい潟があると天神に紹介され、両社に十年の間貸してほしいと願い出た。その時、十年の約束証文を取り交わす際に、与八郎は八郎と改名し、気をきかせて十の字の上に点を一つ打ち、千年の証文とした。今はその沼は八郎潟になった。
南部や津軽では三湖物語は南祖坊と八郎太郎の物語に終始しているが、秋田ではこの物語に続いて田沢湖のタツ子との関わりが語られている。例えば、南部藩の松井道円が著したとされる『吾妻むかし物語』（元禄年間、1688-1703年）では八郎は出羽国の比内郡を潟としそこに棲み、仙北郡生（保）内の潟（田沢湖）にも棲家があり、一年おきに両湖を往復すると記述するが、この書ではタツ子の話はでてこない。それに対して、岡見知愛の『柞山峯之嵐』1744年ではタツ子の名前は出てこないが、田沢湖には八郎の妻神が棲んでいるとしている。人見蕉雨の『黒甜瑣語（こくてんさご）』 （寛政10年、1798年）ではタツ子は神成沢の常厳坊が女、隺子（つるこ）とされ田沢湖と八郎潟には水脈がつながっていて、二匹の龍は年に一度は行き来していると記される。また『黒甜瑣語』の別の記述では、春分の頃に年に一回二龍が出会う日は、湖中の氷が裂けて魚鱗にような形に祠から諏訪湖のような神渡りが起きることを地元民が見ることもあるとされている。
これらの書籍は物語の一部分が記述されているだけだが、秋田叢書に収録されている『三倉鼻略縁記』（安政5年、1858年）では、八郎太郎が竜になり南祖坊と戦って、八郎太郎がタツ子に通うまでの一連の物語が、八郎太郎が八郎潟を作る際に出会った老夫婦がいた三倉鼻の伝説などと一緒に語られている。三倉鼻とは、今の南秋田郡八郎潟町と山本郡三種町の境にある突兀とした山で、西側は八郎潟に突き出していた。現状は鉄路や道路で二分されているが、かつては険路で旅人は山越えに苦労した。老夫婦は、夫が南秋田郡八郎潟町の夫健現ノ宮、妻が山本郡三種町の姥御前大明神として祀られているが、これは出雲のアシナヅチ・テナヅチとの関連性が語られている。秋田の伝説では、八郎太郎の生まれは鹿角の草木村であるとするものが多いが、『三倉鼻略縁記』では「八郎」の生まれを南部八戸糠塚村としている。また、ヒロインのタツ子は「龍子」と記載されていて、八郎が「南蔵坊」に負け、敗走し、老夫婦を助け八郎潟を作り、そして龍子の元に通うまでの物語が、三倉鼻の峠にあった茶屋の主人が旅人に語る形で表されている。ほとんど同じ内容の書が田沢湖町の高橋氏が所蔵していた『三倉鼻由来』（明治2年、1869年）である。これらの書は幕末安政期に秋田の寺子屋の教本として使われていた。『三倉鼻由来』の最大の特徴はタツ子の名前である。『三倉鼻由来』ではそれが「靏子（つるこ）」になっており、明治2年の写本ではあるが、元はより古い時代に書かれた書物であることがわかる。秋田の寺子屋の教本として秋田県立図書館には上記2書と同じ内容の『三倉鼻名所記』という書が保管されている。この書は漢字に全てふりがながふられており、最後のページにはことわざが3つ記載されていることからも、元は寺子屋の教本として使われていたことが分かる。
昭和になってから、秋田魁新報の記者などを務めた斎藤隆介が著した創作民話『八郎』は、地元の大男「八郎」が日本海の荒波から人々を救うために自己犠牲によって八郎潟と寒風山を生み出したとする三湖伝説とは一線を画した独自の解釈に基づいており、国語教科書にも採用された。

## 田沢湖の辰子伝説
田沢湖町院内金ヶ澤の常光坊の娘に金靏子という娘がいた。今日一般には、田沢湖のヒロインは辰子（タツ子）と呼ばれている。これは、金靏子（鶴子）が16-17歳の若さを保つために、龍と化して田沢湖の主になったことが語り継がれているうちに龍子に変化したものと考えられる。
| 年                           | 執筆者     | 文献                        | 名前                                                                   |
| ---------------------------- | ---------- | --------------------------- | ---------------------------------------------------------------------- |
| 1735年（享保20年）正月       | 佐藤六兵衛 | 縁起書（抜）                | 金が沢常光坊ノ娘、カメツルコ                                           |
| 1735年（享保20年）           | 佐藤利兵衛 | 田沢鳩留尊仏菩薩縁記        | 亀靏                                                                   |
| 1769年（明和6年）            | 富永茅斎   | 田子神祠 益戸滄洲先生配亭記 | 田子（たっこ）                                                         |
| 1798年（寛政10年）           | 人見蕉雨   | 黒甜瑣語                    | 神成沢の常厳坊が女、隺子（つるこ）                                     |
| 1823年（文政7年）            | 佐竹義文   | 養老紀行                    | 金鶴といえる麗人                                                       |
| 1824年（文政8年）            | 菅江真澄   | 月の出羽路                  | 楂湖（うききのかた）の金鶴子                                           |
| 1858年（安政5年）            |            | 三倉鼻略縁記                | 龍子                                                                   |
| 1868年（慶応4年）            |            | 三倉鼻名所記                | 靏子                                                                   |
| 1869年（明治2年）            |            | 三倉鼻由来                  | 靏子                                                                   |
| 1880年（明治13年）           | 石井忠行   | 伊豆園茶話                  | 神鳴沢の百姓三之允の娘（又は、石神と言う所の）神鶴子                   |
| 1883年-1903年（明治16-36年） |            | 羽陰温故誌                  | 鶴子                                                                   |
| 1911年（明治44年）           | 千葉源之助 | 田沢湖案内                  | 院内村神成沢の三之丞家の一人娘辰子（一説には常光坊の娘鶴亀、又は金鶴） |

田沢湖伝説の最も古いものを残している亨保時代の『田沢鳩留尊仏菩薩縁記』には、八郎太郎の逢瀬や三湖伝説が一連のものであることは語られていない。そして、その関連を付けたのは武藤鉄城は修験者や熊野の語り部であるとしている。
辰子の名前の変遷については、武藤鉄城は「その湖がタッコ潟と称されたことから、女主人公のタッ子が生まれたものであると考えている。そしてタッコ潟の語源は湖畔の田子ノ木部落の名から出たものであり（田子ノ木集落には千葉氏の邸宅や益戸滄洲の邸宅があった。また、角館をはじめ以北の北浦の人たちは田子とよんでいた。）、更にその田子ノ木なる地名は『タッコフ』即ち『水辺に円錐形の小山がある所』を意味する石器時代の言葉から出たものと解釈している」としている。それ以前には、「金鶴子」や「亀鶴子」とされていた。その証拠に湖水唯一の吐口である潟尻川付近の近江八景の浮見堂に似た湖中にある漢槎宮の祭神は京都から「金鶴姫之命」（金鶴子様）と命名されたご本尊があるからである。
これに対し井上隆明は、八郎太郎は真言宗系の説話であるが、辰子姫は天台宗系で、現在の辰子姫の名は江戸後期の文人による当て字だとし、地元ではタッコ姫と促音で発音されることから、古くからタッコ姫→棲居地のタッコ潟→田沢湖とされたと言われてきたが、タッコは田子・田処・田所・竹生（たこう）でかんがい用水をひく湖沼の意味だろうから、タッコ潟→その主のタッコ姫でなければならないとし、「タッコ」のアイヌ語語源説を否定している。
奥州藤原氏が滅亡した後、源頼朝によって新たな東北地方の支配者として鎌倉御家人が派遣された。その時に、熊野信仰を伴っていたと考えられる。13世紀から14世紀にかけて熊野神社系の熊野語り部が、熊野神社の縁起や語り物を携えて東北地方を唱導して歩き、それが定着して各地の伝説になった。熊野系の物語の代表的なものが「義経記」で、その中に義経の妻が山形県瀬見温泉の対岸亀割で「カメツル子」を産んだとしている。別の説では義経の恋人が「皆鶴（みなつる）」である。中世の熊野系説話の女主人公が一貫して「皆鶴」から「カイツル」となり「カメツル」と変化している。「亀鶴」は中世の巫女系の説話に多い名称で、女神官である巫女にも「ツルコ」の名が多い。神社の神官から離れて、諸国をさすらいながら宗教の宣伝をした巫女はいわゆる「歩き巫女」と呼ばれ、秋田では盲目でない巫女は「アサヒイチコ」と呼ばれていた。これらの女流唱導者が辰子の物語を創作し伝えていった可能性が高い。また「八郎伝説」はそれに対して男性唱導者の熊野聖によって創作されたのではないだろうか。
辰子の名前が広がったのは、千葉源之助の『田沢湖案内』からである。

## 十和田火山との関わり
この三湖伝説は、実際に起きた自然災害との関わりが指摘されている。915年十和田湖にあった火山は2000年来最大とも言われる大噴火を起こす。この噴火によってもたらされた噴火降下物は各地で堆積し、自然のダムを造った。ダムは周囲を水浸しにしながらも最終的に決壊し、各地で大洪水を起こす。秋田県北秋田市の胡桃館遺跡もこの時の洪水によって地下に埋まった遺跡である。そして、まさにこの被害を受けた地区に八郎太郎の伝説が残っているのである。
たとえば、南祖坊と八郎太郎の七日七晩の戦いは、稲妻を投げ合ったり、法力を駆使したりの壮絶なものであるとする表現があるが、これが十和田湖火山の噴火の様子を記述しているという人もいる。また、七座山の伝説に残っている「白鼠」は火山降下物が堆積し流れ下るシラス洪水なのではないかと指摘されている。
このことは、1966年に平山次郎・市川賢一によって「1000年前のシラス洪水」という論文で発表された。この論文は八郎太郎の伝説を十和田噴火と結びつけた初めての論文であると考えられる。
1912年（明治45年）の『荷上場郷土誌』（石井修太郎）でも、三湖伝説は火山の噴火によるものであると指摘されている。火山から流れた土砂が「白土」という灰白土で、米代川沿岸に限りこの白土があることを指摘しており、噴火後数百年間米代川が白濁し、その伝説がだんぶり長者伝説として残されたのではないかとしている。さらに、米代川沿岸から白土の流出によって、家具や陶器、大木が出土することもその証拠とした。
山田村村史に次のような記述がある。「大同2年（807年）平城天皇の朝、陸中鹿角郡の熊澤岳破裂して当村（現秋田県大館市山田）の東南に月山（大館市山田 月山神社）、松峯山、女山の三山を出現し加ふるに諸所に山津浪起り、当村の辺惨状を呈したり、ために蝦夷はことごとく後を絶ちたりと伝ふ。現今諸所に大木の埋没しあるは当時の惨状の片影なりといふ。なお白土もその際の火山灰の飛散し来たれるものなりと伝ふ。」鹿角郡の蒸ノ湯温泉は昔は熊沢の湯と言った。八幡平の麓に熊沢部落がある所から名付けたものだろう。この熊沢岳の破裂とは八幡平一帯の爆発のことと想像される。これによって空中に飛散する塵埃が雲を呼び、集中豪雨となって爆発の灰を流したのが軽石岱（現大館市岩瀬上軽石岱周辺 山瀬小学校の周辺）の軽石やその東向かいの善知鳥（現大館市岩瀬善知鳥坂）の白土さらに旧下川沿村川口地内の軽石など米代川流域一帯のもので、この事については米沢次男先生（故人）の書かれた山田村村史にもあるが、その時の洪水は柏木の月山（大館市山田 月山神社）の一の鳥居まであふれたと今に伝われている。
(早川由紀夫 1997)では、915年の大噴火の根拠は『扶桑略記』に「7月5日の朝日が月のようだったので人々は不思議に思った。13日になって出羽の国から、灰が降って2寸積もった、桑の葉が各地で枯れとの報告があった」（暦はいずれも宣明暦）という記録としている。下流の胡桃館遺跡に、902年の年輪を持つ杉材が火山灰におおわれていることも根拠としている。また、火山灰が十和田火山の西側や南側に流れているのは、この地区の夏の季節風であるやませによるものとしていて、「八郎太郎ものがたり」はこの時の噴火の模様をあらわしたものとしている。
十和田火山の915年の大噴火は、日本の歴史書に直接記載されていない。田中俊一郎はこれを878年の元慶の乱の経緯で「異説」の立場を採り、米代川流域が蝦夷の「秋田河以北を己が地となさん」という要求が通り、彼らのものになったからではないかとした。その証拠として胡桃舘遺跡から発掘された板状木簡や土器が大和朝廷支配地には見られないことなどを根拠としている。
米代川流域では過去たくさんの埋没家屋が出土している。
- 807年（大同2年) - 伝説では南祖坊が八郎太郎を追い払うとされる
- 915年（延喜15年） - 十和田火山の大噴火
- 10世紀中葉 - 天台寺が寺としての体裁を整えたと考えられる
- 1410年～20年代 - 『三国伝記』成立
- 1775年（安永4年）4月 - 大館市大披で埋没家屋出土
- 1793年（寛政5年）～1797年 - 大館市板沢で埋没家屋出土
- 1817年（文化14年）6月 - 小勝田村（北秋田市脇神字小ケ田）で埋没家屋出土
- 1865年～68年（慶応年間） - 向田崖（大館市引欠川流域）で埋没家屋出土
- 1933年～34年（昭和8～9年） - 能代市二ツ井町天神（麻生）で埋没家屋出土
- 1964年～66年（昭和39年～41年）- 大館市比内町扇田小谷地で発掘調査
- 1965年～（昭和40年～） - 北秋田市綴子胡桃館で胡桃舘遺跡の発掘調査
- 1999年（平成11年） - 大館市道目木で埋没家屋出土
- 2003年（平成15年） - 北秋田市綴子字谷地川上ほかの掛泥道上遺跡の報告書が出る
- 2015年（平成27年） - 片貝家の下遺跡の発掘調査開始

江戸時代の1817年（文化14年）に黒沢(二階堂)道形は『秋田千年瓦』で北秋田市脇神字小ヶ田から出土した埋没家屋を元に、三湖伝説やこの地区の地形の変化を考察している。
また、江戸時代の長崎七左衛門による古文書に次のような記載がある。1817年6月の洪水で北秋田市脇神字小ヶ田から埋没家屋が出土し、埋没家屋が破損せず障子の板に墨で描いた牡丹の絵があるなど、埋まる前のそのままの形で出てきたことから、これは地震や山崩れではなく、七座神社の縁起にある「大同2年（807年）六月二十一日、潟の八郎という異人が七倉山の所で米代川をせき止め、鷹巣盆地は三年にわたって水底となった」より、このため埋没家屋が出来たという説を紹介している。また、今まで埋没家屋が出たのは34軒だとしている。七座神社の縁起というのは『七倉山天神縁起』のことで1766年（明和3年）に神宮寺烈光によって記された書だが、実は弟の般若院英泉が起草したもので、北秋田市綴子の内舘文庫にはその草稿が残されている。さらに、ほとんど同じ内容の複数の書が大館市栗盛記念図書館に所蔵されている。菅江真澄や黒沢道形は小勝田の埋没家屋の成因は天長地震だと言い切っているし、昭和時代にも地震学者の今村明恒も地震説を唱えている。それに対して、長崎七左衛門は埋没家屋を実際に見分し水没説を採っている。
当時の被災者の状況は長崎七左衛門は埋没家屋の状態から「棚の上に犬の骨らしきもの1本、あるいは、家の中には神棚仏壇も、家財道具も生き物の骨すらないのは、早くに高台に逃れたからだろう」と推測している。また秋田藩の奉行だった瀬谷五郎右衛門は、大披から出土した埋没家屋のなかには、机の足に「永正8年（1511年）末8月」という日付が書かれていたものがあることを記録している。
2015年に発見された片貝家ノ下遺跡では、屋根の残存する伏屋形式の竪穴建物が検出された。遺跡全体の10%程度の試掘調査は竪穴建物跡が13棟、竪穴掘立柱併用建物1棟、掘立柱建物3棟、水田跡などが残されており集落がそのまま残っている可能性がある。